# Clark Evans
Clark Evans (* 6. September 1990 in Orange (Kalifornien)) ist ein US-amerikanischer Footballspieler.

## Leben
Der aus dem US-Bundesstaat Kalifornien stammende Evans spielte als Schüler an der Los Alamitos High School und dann als Student 2009 an der University of Colorado. Anschließend gehörte der als Quarterback und Tight End eingesetzte Spieler ein Jahr zur Mannschaft des Cerritos College in Norwalk (Kalifornien), 2012 und 2013 lief er für die University of Hawai'i auf.
Sein Vorhaben, einen Vertrag in der NFL zu bekommen, erfüllte sich nicht, Evans wechselte daraufhin 2015 zu den Ljubljana Silverhawks nach Slowenien, 2016 spielte er dann für die Düsseldorf Panther in der deutschen GFL. Im Vorfeld der Saison 2017 wurde er von den Calanda Broncos unter Vertrag genommen. Mit der Mannschaft aus Chur wurde er 2017 und 2018 Schweizer Meister. Das Spieljahr 2018 schloss er mit den Bündnern ohne Niederlage ab, Evans wurde als bester Akteur des Meisterschaftsendspiels ausgezeichnet. Zur Saison 2019 wechselte er nach Frankreich zu den Black Panthers de Thonon. Mit Thonon wurde er 2019 französischer Meister. Im März 2021 wurde er von den Bern Grizzlies als Neuzugang vermeldet. 2021 wurde er mit der Mannschaft Schweizer Vizemeister. Am 16. Juli 2022 gewann Evans mit Bern gegen seine ehemalige Mannschaft, die Calanda Broncos, im Endspiel um die Schweizer Meisterschaft mit 26:22. Evans wurde als bester Spieler der Saison ausgezeichnet.